# Picacho (Guanajuato)
Picacho es una localidad del estado mexicano de Guanajuato. Es parte del municipio de Comonfort.

## Demografía
| Gráfica de evolución demográfica |
|                                  |

| Censo | Población |
| ----- | --------- |
| 1900  | 668       |
| 1910  | 197       |
| 1921  | 225       |
| 1930  | 212       |
| 1940  | 188       |
| 1950  | 421       |
| 1960  | 461       |
| 1970  | 567       |
| 1980  | 724       |
| 1990  | 1 019     |
| 2000  | 1 216     |
| 2010  | 1 306     |
| 2020  | 1 263     |